# Rage (película de 2009)
Rage es una película de 2009 escrita y dirigida por Sally Potter, cuenta con un reparto coral conformado por Judi Dench, Jude Law, Dianne Wiest, John Leguizamo, Adriana Barraza y Steve Buscemi entre otros.
"La película es una exposición tremendamente graciosa de las vidas internas de unos individuos que trabajan para una firma de alta costura – como si fuese rodada por un colegial con su teléfono móvil - durante siete días en los cuales un accidente en la pasarela se transforma en una investigación criminalística", comenta la directora inglesa Sally Potter sobre Rage. "Con Rage, quiero que nos riamos sobre la belleza y el éxito, las decepciones y los fracasos", dice Potter.
Fue estrenada en el Festival de cine de Berlín de 2009 y fue candidata al Oso de Oro. Esta película creó un nuevo género cinematográfico, llamado Naked cinema ("cine desnudo").
El recibimiento por parte de la crítica no fue muy favorable. Un crítico de Variety escribió: "Furia (rage), o al menos indignante molestia, podría ser lo que algunos sentirán después de haber pagado para ver esta pobre crítica cómica a la industria de la moda". La crítica del español Carlos Boyero también fue negativa, escribió: "Insufrible experimentalismo. Sally Potter embarca a un puñado de actores dotados en la aburrida Rage. Notable y experimental bobada".

## Argumento
Ambientada en el mundo de la moda, en donde dentro de un variopinto grupo de 14 personajes, Jude Law interpreta a Minx, una top model en decadencia, pero que aún posee una desconcertante belleza y una misteriosa personalidad. Es el personaje de Law el hilo conductor de la historia que se desarrolla en Manhattan, donde, tras un extraño accidente en una pasarela, se inicia una investigación para descubrir si en realidad se ha tratado de un asesinato. Este argumento se desarrolla en el periodo de una semana, y se nos ofrece a través del punto de vista de un muchacho aficionado a grabar entrevistas con modelos y personajes famosos, que después cuelga en Internet en su sitio Web.

## Reparto
| - Jude Law como Minx. - Judi Dench como Mona Carvell. - John Leguizamo como Jed. - Dianne Wiest como Miss Roth. - Lily Cole como Lettuce Leaf. - Steve Buscemi como Frank. - Eddie Izzard como Tiny Diamonds. | - Riz Ahmed como Vijay. - Bob Balaban como Mr. White - Patrick J. Adams como Dwight Angel. - David Oyelowo como Homer. - Simon Abkarian como Merlin. - Jakob Cedergren como Otto. - Adriana Barraza como Anita de Los Ángeles. |

## Estreno mundial
La película fue estrenada en el Festival de Cine de Berlín de 2009 y fue nominada al Oso de oro.
El DVD fue lanzado el 22 de septiembre de 2009 en los Estados Unidos y el 28 de septiembre del mismo año en el Reino Unido. Una edición especial del DVD fue lanzada por el sitio oficial de Rage.
Babelgum (plataforma de televisión por Internet) distribuyó la película mediante teléfonos móviles e Internet al mismo tiempo que en el cine y DVD. Babelgum lanzó Rage en el Reino Unido, Norteamérica, Australia, Italia, Francia, Alemania y España.
Rage es la primera película en debutar en teléfonos móviles. El 21 de septiembre se comenzó a transmitir la película, separada en siete episodios.